# Câu lạc bộ bóng đá Bangkok United
Câu lạc bộ bóng đá True Bangkok United (tiếng Thái: สโมสรฟุตบอลทรู แบงค็อก ยูไนเต็ด) là một câu lạc bộ bóng đá chuyên nghiệp Thái Lan có trụ sở tại tỉnh Pathum Thani. Ban đầu đội có tên là Câu lạc bộ bóng đá Đại học Bangkok cho đến năm 2009. Câu lạc bộ đã bị rớt hạng khỏi Giải Ngoại hạng Thái Lan 2010 chỉ 4 năm sau khi giành chức vô địch giải đấu đầu tiên vào năm 2006. Năm 2012, họ giành quyền thăng hạng lên Thai League 1, sau khi đứng thứ 3 tại Giải bóng đá Thái Lan 2012.

## Thành tích
- Giải bóng đá vô địch quốc gia Thái Lan: 1 (2006)
- Cúp FA Thái Lan: 1 (2023–24)
- Cúp vô địch Thái Lan: 1 (2023)

## Cầu thủ

### Đội A
Ghi chú: Quốc kỳ chỉ đội tuyển quốc gia được xác định rõ trong điều lệ tư cách FIFA. Các cầu thủ có thể giữ hơn một quốc tịch ngoài FIFA.
| Số | VT | Quốc gia  | Cầu thủ               |
| -- | -- | --------- | --------------------- |
| 1  | TM | Thái Lan  | Patiwat Khammai       |
| 2  | HV | Thái Lan  | Peerapat Notchaiya    |
| 3  | HV | Brasil    | Everton (Đội trưởng)  |
| 4  | HV | Thái Lan  | Manuel Bihr           |
| 5  | HV | Brasil    | Philipe Maia          |
| 6  | HV | Thái Lan  | Nitipong Selanon      |
| 7  | TĐ | Serbia    | Luka Adžić            |
| 8  | TV | Thái Lan  | Wisarut Imura         |
| 10 | TĐ | Thái Lan  | Teerasil Dangda       |
| 11 | TV | Thái Lan  | Rungrath Poomchantuek |
| 14 | TV | Singapore | Nakamura Kyoga        |
| 16 | TĐ | Oman      | Muhsen Al-Ghassani    |
| 17 | TĐ | Nhật Bản  | Seia Kunori           |
| 18 | TV | Thái Lan  | Thitiphan Puangchan   |
| 19 | TĐ | Thái Lan  | Chayawat Srinawong    |
| 20 | TĐ | Thái Lan  | Guntapon Keereeleang  |
| 21 | HV | Indonesia | Pratama Arhan         |

| Số | VT | Quốc gia           | Cầu thủ                   |
| -- | -- | ------------------ | ------------------------- |
| 24 | HV | Thái Lan           | Wanchai Jarunongkran      |
| 25 | TM | Thái Lan           | Supanut Suadsong          |
| 26 | HV | Thái Lan           | Suphan Thongsong          |
| 27 | TV | Thái Lan           | Weerathep Pomphan         |
| 28 | TV | Thái Lan           | Thossawat Limwannasathian |
| 30 | TĐ | Curaçao            | Richairo Živković         |
| 36 | HV | Thái Lan           | Jakkapan Praisuwan        |
| 39 | TV | Thái Lan           | Pokklaw Anan              |
| 51 | HV | Thái Lan           | Kritsada Nontharat        |
| 52 | HV | Thái Lan           | Wichan Inaram             |
| 54 | TV | Thái Lan           | Suntha Hasegawa           |
| 55 | TĐ | Thái Lan           | Napat Kuttanan            |
| 58 | HV | Thái Lan           | Warakorn Huatwiset        |
| 77 | TĐ | Serbia             | Luka Adžić                |
| 88 | TM | Thái Lan           | Supanut Sudathip          |
| 90 | TV | Thái Lan           | Philip Bijawat Frey       |
| 93 | TĐ | Nhà nước Palestine | Mahmoud Eid               |
| 96 | HV | Thái Lan           | Boontawee Theppawong      |